# Перевозченко, Валерий Иванович
Валерий Иванович Перевозченко (6 мая 1947, Стародуб — 13 июня 1986, Москва) — один из первых ликвидаторов последствий аварии на Чернобыльской АЭС.

## Биография
Родился 6 мая 1947 года в городе Стародуб Брянской области. В 1970 году окончил Высшее военно-морское инженерное училище имени Дзержинского по специальности специальные энергетические установки. Трудовую деятельность на Чернобыльской АЭС начал 30 апреля 1981 года. Работал старшим инженером по эксплуатации, начальником смены реакторного цеха.
В ночь на 26 апреля 1986 года исполнял свои служебные обязанности начальника смены реакторного цеха. В первые минуты после взрыва на блоке бросился на розыск подчиненных Валерия Ходемчука и Владимира Шашенка, связь с которыми пропала. Оценив разрушительные последствия взрыва, как опытный физик, понял, что реактора больше нет, что он превратился в ядерный вулкан, водой его не погасить и действия по запуску питательных насосов, подающих воду в реактор бесполезны, о чём доложил начальнику смены блока. Ценой собственной жизни Валерий Иванович постарался спасти подчиненный персонал, проявил мужество и стойкость.
Умер 13 июня 1986 года от лучевой болезни в 6-й Московской клинической больнице.
12 Декабря 2008 года награждён орденом «За мужество» ІІІ степени